# 第三千曲川橋梁 (北陸新幹線)
第三千曲川橋梁（だいさんちくまがわきょうりょう）は、長野県千曲市 - 長野市の千曲川に架かる北陸新幹線の橋長557.1 m（メートル）のトラス橋。上田駅 - 長野駅間に位置する。

## 概要
本橋は北陸新幹線高崎起点から105 k 615 m - 160 k 172 m 10に位置する。
騒音対策としてコンクリート床版を施したが、鋼トラス桁の特徴である低自重であるメリットを可能な限り損なわないためにコンクリートには軽量骨材コンクリートを採用し橋梁構造の経済化を目指した。また、耐候性さび安定化処理した耐候性鋼を用いて保守管理を低減した。
- 形式 - 鋼3径間下路連続ワーレントラス橋2連
- 活荷重 - P-16
- 橋長 - 557.100 m
  - 支間割 - (81.850 m + 82.700 m + 81.850 m) + (102.120 m + 103.000 m + 102.120 m)
- 幅員 - 10.700 m（複線）
- 床版 - スラブ軌道直結式
- 総鋼重 - 3 082 t
- 基礎 - ニューマチックケーソン基礎（P2 - P6橋脚）・場所打ち杭基礎（P1, P7橋脚）
- 設計 - 日本構造橋梁研究所[2]
- 施工 - 横河ブリッジ・川崎重工業・サクラダ・トピー工業JV、石川島播磨重工業[注釈 1]・宮地鐵工所[注釈 2]・東京鐵骨橋梁[注釈 3]JV
- 架設工法 - トラッククレーンベント工法・トラベラクレーンカンチレバー工法

## 歴史
北陸新幹線の軽井沢駅 - 長野駅間は1991年（平成3年）夏に起工した。
下部工はP1, P7橋脚がオールケーシング工法の直径1.5 mの場所打ち杭基礎、P2 - P6橋脚はニューマチックケーソン基礎工法によるケーソン基礎であり、非出水期の11月 - 5月の施行で2年を要した。上部工は高水敷部を非出水期のトラッククレーンベント工法、低水敷部を通年のトラベラクレーンカンチレバー工法によって架設した。
第三千曲川橋梁は1996年（平成8年）3月に竣工し、1997年（平成9年）10月1日に開通を迎え、供用を開始した。